# Turkiska cupen 2014–2015 (volleyboll, damer)
Turkiska cupen 2014–2015 i volleyboll utspelade sig mellan 19 november 2014 och 12 april 2015. Det var den 16:e upplagan av turkiska cupen. I turneringen deltog 8 lag, Fenerbahçe SK vann tävlingen för andra gången. Kim Yeon-koung utsågs till mest värdefulla spelare.

## Regelverk
De åtta lag som låg först i Voleybol 1. Ligi 2014/2015 efter att halva serien var spelad deltog. Kvartsfinalerna avgjordes genom två matcher (hemma/borta). Om bägge lagen vann varsin match så avgjorde i första hand flest set och i andra hand flest bollpoäng. Om lagen var helt lika spelades golden set. Semifinaler och final avgjordes direkt i en match. De matcherna spelades i Başkent Voleybol Salonu, Ankara under en helg.

## Deltagande lag
- Beşiktaş JK
- Bursa BBSK
- Çanakkale BSK
- Eczacıbaşı SK
- Fenerbahçe SK
- Galatasaray SK
- İdmanocağı SK
- Vakıfbank SK

## Turneringen

### Kvartsfinaler

#### Match 1
| 19 november 2014 Trabzon 19 Mayıs Spor Salonu, Trabzon Speltid: 1h:02 - Åskådare: 1 000  | İdmanocağı SK | 0 - 3 | Eczacıbaşı SK  | 10-25, 15-25, 13-25        |
| 19 november 2014 BJK Akatlar Arena, Istanbul Speltid: 1h:11 - Åskådare: 300              | Beşiktaş JK   | 0 - 3 | Vakıfbank SK   | 15-25, 20-25, 19-25        |
| 19 november 2014 Cengiz Göllü Kapalı Spor Salonu, Bursa Speltid: 1h:51 - Åskådare: 1 000 | Bursa BBSK    | 1 - 3 | Fenerbahçe SK  | 25-23, 21-25, 23-25, 16-25 |
| 19 november 2014 Anafartalar Spor Salonu, Çanakkale Speltid: 1h:24 - Åskådare:           | Çanakkale BSK | 0 - 3 | Galatasaray SK | 17-25, 23-25, 24-26        |

#### Match 2
| 25 februari 2015 Eczacıbaşı Spor Salonu, Istanbul Speltid: 1h:09 - Åskådare: 30    | Eczacıbaşı SK  | 3 - 0 | İdmanocağı SK | 25-12, 25-18, 25-23        |
| 26 februari 2015 Burhan Felek Spor Salonu, Istanbul Speltid: 1h:16 - Åskådare: 100 | Vakıfbank SK   | 3 - 0 | Beşiktaş JK   | 25-13, 25-11, 25-17        |
| 18 mars 2015 Burhan Felek Spor Salonu, Istanbul Speltid: 1h:04 - Åskådare: 200     | Fenerbahçe SK  | 3 - 0 | Bursa BBSK    | 25-9, 25-18, 25-13         |
| 26 februari 2015 Burhan Felek Spor Salonu, Istanbul Speltid: 1h:49 - Åskådare: 350 | Galatasaray SK | 3 - 1 | Çanakkale BSK | 25-16, 25-14, 21-25, 25-15 |

### Slutspel
|  | Semifinaler    | Semifinaler |               |              | Final | Final |  |
|  |                |             |               |              |       |       |  |
|  | Vakıfbank SK   | 3           |               |              |       |       |  |
|  | Vakıfbank SK   | 3           |               |              |       |       |  |
|  | Galatasaray SK | 2           |               |              |       |       |  |
|  | Galatasaray SK | 2           |               | Vakıfbank SK | 2     |       |  |
|  |                |             |               | Vakıfbank SK | 2     |       |  |
|  |                |             | Fenerbahçe SK | 3            |       |       |  |
|  | Fenerbahçe SK  | 3           | Fenerbahçe SK | 3            |       |       |  |
|  | Fenerbahçe SK  | 3           |               |              |       |       |  |
|  | Eczacıbaşı SK  | 0           |               |              |       |       |  |

#### Semifinaler
| 11 april 2015 Başkent Voleybol Salonu, Ankara Speltid: 1h:58 - Åskådare: 5 500 | Vakıfbank SK  | 3 - 2 | Galatasaray SK | 25-12, 16-25, 18-25, 25-19, 15-13 |
| 11 april 2015 Başkent Voleybol Salonu, Ankara Speltid: 1h:28 - Åskådare: 6 300 | Fenerbahçe SK | 3 - 0 | Eczacıbaşı SK  | 25-22, 25-16, 25-20               |

#### Final
| 12 april 2015 Başkent Voleybol Salonu, Ankara Speltid: 2h:23 - Åskådare: 5 500 | Vakıfbank SK | 2 - 3 | Fenerbahçe SK | 18-25, 25-23, 25-23, 14-25, 9-15 |

## Individuella utmärkelser[2]
| Position     | Person             | Klubb         |
| ------------ | ------------------ | ------------- |
| Högerspiker  | Polen Uslupehlivan | Fenerbahçe SK |
| Centrar      | Eda Erdem          | Fenerbahçe SK |
| Centrar      | K. Caliskan        | Vakıfbank SK  |
| Högerspikrar | Kim Yeon-koung     | Fenerbahçe SK |
| Högerspikrar | Gözde Kırdar       | Vakıfbank SK  |